# 杨来法
杨来法（1955年7月—），河南栾川人，汉族，中国共产党党员。中华人民共和国政治人物、第十三届全国人民代表大会河南省代表。

## 生平
2018年，杨来法被选为河南省出席第十三届全国人民代表大会代表。